# Tionne Watkins
Tionne Tenese Watkins (Des Moines, Iowa, 26 de abril de 1970), más conocida como T-Boz, es una cantante, compositora, modelo, bailarina, actriz, autora y productora ejecutiva estadounidense. Watkins alcanzó la fama a principios de los 90 como cantante principal del grupo de Rhythm and Blues/Hip Hop, TLC. Con este grupo, ganó cinco Premios Grammy.
Actualmente, presenta un programa de radio, iCraft Radio, en Dash Radio.

## Primeros años
Tionne Watkins nació en Des Moines, Iowa, el 26 de abril de 1970, siendo sus padres James y Gayle Watkins. Son afroamericanos, con antepasados americanos nativos e irlandeses. Desde niña, Watkins fue diagnosticada con anemia de células falciformes. Desde los siete años pasa continuamente revisiones en el hospital debido a esta enfermedad. La familia de Watkins se mudó de Des Moines a Atlanta, Georgia, cuando ella tenía nueve años.

## Carrera

### TLC
Crystal Jones, realizó unas audiciones para la formación de un nuevo grupo, donde eligió a Watkins, y Lisa "Left Eye" Lopes. El grupo finalmente atrajo la atención de Perri "Pebbles" Reid y su marido, Antonio "L.A." Reid, directores de LaFace Records. Jones fue reemplazada por Rozonda "Chilli" Thomas y el grupo firmó el contrato en 1991, como TLC. Se convirtieron en uno de los girl groups más exitosos de la historia de la música con más de 65 millones de copias vendidas a lo largo del mundo. T-Boz es la cantante principal del grupo, con un registro de contralto. T-Boz ha ganado cinco Premios Grammy gracias a su trabajo con TLC.
A finales de 2011, VH1 anunció sus planes para producir un documental biográfico sobre TLC y lanzarlo en 2013. Watkins y Thomas firmaron para ser las productoras del mismo. En el documental, "CrazySexyCool: La Historia de TLC"; el papel de Watkins fue interpretado por la cantante y actriz Drew Sidora. La propia hija de Watkins, Chase, interpretó a la Tionne más joven en la película.

### Trabajo de solista
Además de su trabajo con TLC, Watkins grabó algunos sencillos sola, incluyendo: "Touch Myself" (para la banda sonora de la película Fled, corre por tu vida, 1996) y "My Getaway" (para la banda sonora de la película Rugrats en París: la película, 2000). Además,  ha sido vocalista invitada en canciones como: "Ghetto Love" con Da Brat, "Changes" con Society of Soul, "He Say, She Say" con Keith Sweat, "Different Times" con Raphael Saadiq y "Be Somebody" con Paula Cole. Watkins, también ha aparecido en una canción de su compañera de TLC, Rozonda Thomas, titulada "Gameproof".
En 2007,  grabó una serie de canciones para un álbum en solitario presuntamente titulado Still Cool, el cual, todavía no ha sido producido.

### Televisión y cine
Watkins ha trabajado como actriz, apareciendo en la película Belly (1999) de Hype Williams. También ha aparecido en un episodio de Living Single, la primera invitada en la serie junto con el resto de miembros de TLC. Ha sido productora ejecutiva para la película ATL (2006) junto al rapero T.I. Ha participado en el videoclip de "It's Good" junto a YoungBloodZ, y ha aparecido en The Real Housewives of Atlanta como amiga de Kandi Burruss. T-Boz fue concursante en The Celebrity Apprentice, donde fue expulsada con la opción de volver a la sala de juntas. Después de hacer referencia a un concursante anterior que fue expulsado del programa por la misma acción, el creador y presentador del concurso Donald Trump le dijo, "Nunca seas voluntaria para una ejecución".[cita requerida]

### Otros trabajos
Watkins publicó un libro semiautobiográfico de poesía, llamado,Thoughts, el 3 de noviembre de 1999. En 2005, Watkins y la estilista Tara Brivic (quién más tarde aparecería regularmente en Totally T-boz) abrieron una boutique de ropa infantil que llamaron "El Armario de Chase" (el nombre de la hija de Tionne). Esta fue cerrada unos años más tarde.[cita requerida]Watkins estrenó un reality show televisivo, Totalmente T-Boz, el 1 de enero de 2013 en el canal TLC. El programa muestra a Watkins creando sus álbumes musicales, reuniones con su grupo, Chilli, y su vida con su hija Chase.